# Rifiuto radioattivo

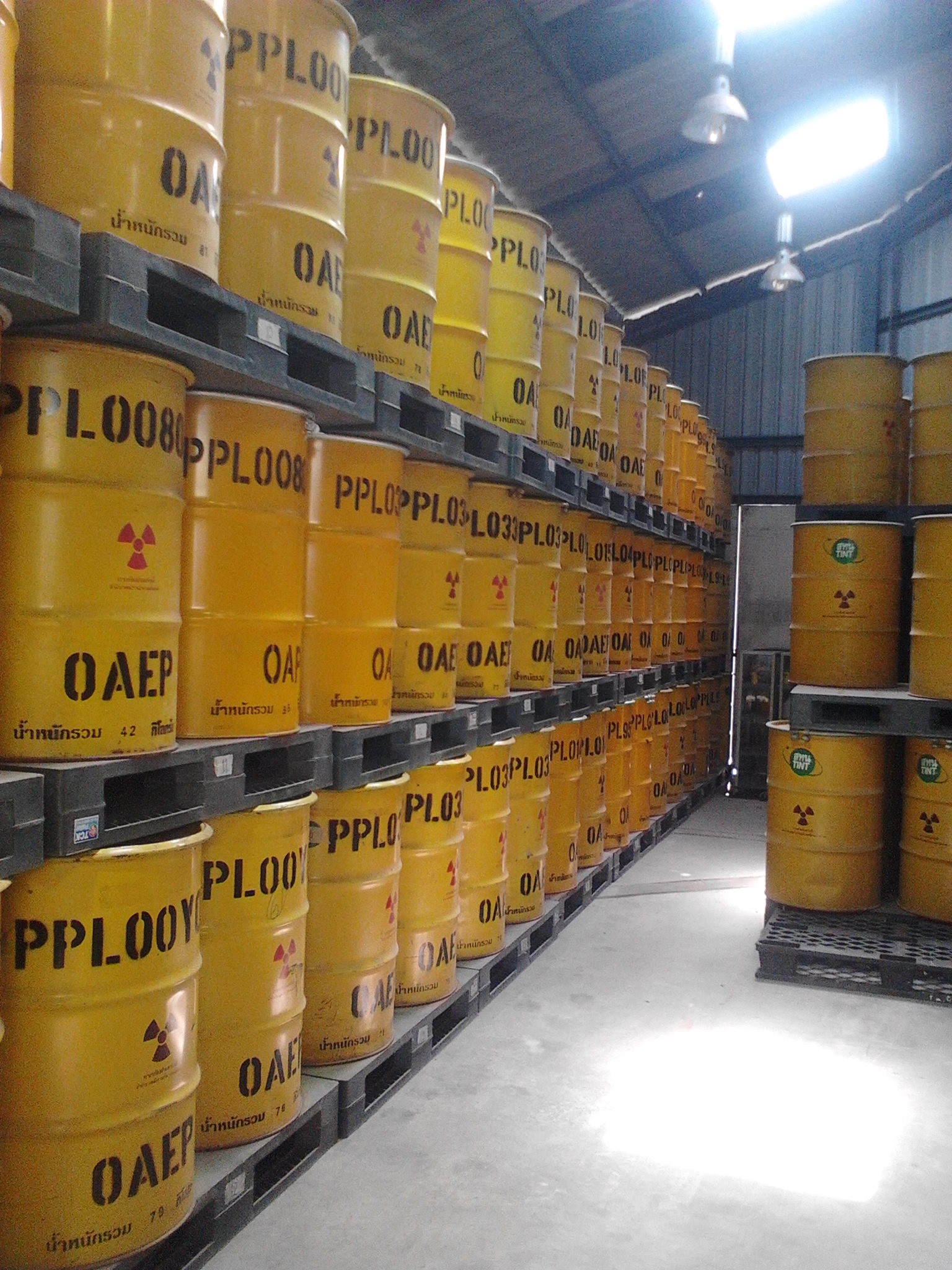
Rifiuti radioattivi a bassa attività dell'Istituto tailandese di tecnologia nucleare.

Si definisce rifiuto radioattivo ogni materiale derivante dall'utilizzo pacifico dell'energia nucleare o di altre tecnologie nucleari, che contenga isotopi radioattivi, e di cui non è previsto il riutilizzo. Lo scarto di combustibile nucleare esausto derivante dalla fissione nucleare nel nocciolo o nucleo del reattore nucleare a fissione rappresenta la forma più conosciuta di rifiuto radioattivo, oltre che una delle più difficili da gestire in virtù della sua lunga permanenza nell'ambiente; ma anche altre attività umane portano alla produzione di questo tipo di rifiuti.

## Storia
A partire dal 1946 la Marina degli Stati Uniti gettava nell'oceano, principalmente nei pressi delle Isole Farallon, i fusti da 200 litri contenenti i fanghi radioattivi fino agli anni novanta, pensando fosse il luogo più idoneo, non era un segreto in quanto anche Cina, Russia, Giappone, Nuova Zelanda, e nazioni europee scaricavano la propria spazzatura radioattiva nei mari.
Nella storia dell'industria, molti rifiuti di processi produttivi sono stati riconosciuti tossici per l'uomo o pericolosi per l'ambiente solo dopo molti anni dalla loro comparsa e talvolta solo dopo che emergenze ambientali o sanitarie erano occorse ad allarmare l'opinione pubblica, spingendo ad adottare specifiche legislazioni restrittive o processi di smaltimento più efficaci. Rispetto a questo quadro, i rischi potenziali dovuti ai rifiuti provenienti dall'energia nucleare sono stati invece subito riconosciuti e per questo motivo, già con lo sviluppo delle prime centrali nucleari commerciali, soluzioni complete per il trattamento dei rifiuti erano state immaginate e sono state implementate ben prima che, alla fine del boom economico, si sviluppassero nella popolazione dei paesi industrializzati un maggior allarmismo e diffidenza nei confronti di queste tematiche.

## Classificazione
Il termine "rifiuti radioattivi" comprende categorie di rifiuti fra loro molto diverse, fra cui quelli provenienti dai reattori di ritrattamento del combustibile nucleare, quelli prodotti dallo smantellamento di vecchi impianti, e gli elementi di combustibile esauriti.. I radionuclidi dell'uranio e del torio normalmente presenti nei rifiuti non sono da considerarsi in tal senso materiale radioattivo (a meno che non si superino determinate soglie).
La classificazione del rifiuti radioattivi può essere molto diversa da paese a paese. La IAEA fornisce regolarmente indicazioni sui sistemi di classificazione, ma la decisione di recepire tali suggerimenti è rimessa ai singoli stati.

### IAEA (1981)
Il sistema di classificazione più diffuso è quello definito dalla IAEA nel 1981 e recepito quasi integralmente dall'ente regolatore statunitense, che distingue in rifiuti a bassa, media ed alta attività, con un'ulteriore suddivisione legata alla vita media dei radionuclidi.
Rifiuti ad alta attività
I rifiuti ad alta attività (High Level Waste o HLW) includono il combustibile irraggiato all'interno dei reattori nucleari, i liquidi risultanti dalle attività di riprocessamento contenenti attinidi e prodotti di fissione e qualunque materiale con un'attività sufficientemente intensa da generare quantità di calore sufficientemente elevate (di norma superiore a 2 kW/m3) da richiedere un raffreddamento adeguato.
Rifiuti a media attività
I rifiuti ad attività intermedia (in inglese Intermediate-level waste o ILW) includono quei materiali non inclusi negli HLW con un'attività sufficientemente alta da dover essere schermati durante il trasporto, ma senza necessità di raffreddamento. 
Questa categoria include resine, fanghi chimici, rivestimenti metallici del combustibile nucleare e materiali derivanti del smantellamento degli impianti nucleari. Prima dello smaltimento di solito questi rifiuti sono inglobati in una matrice di cemento o bitume.
Rifiuti a bassa attività
I rifiuti a bassa attività (in inglese Low level waste o LLW) sono tutti i rifiuti la cui attività è sufficientemente bassa da non richiedere schermature nell'essere maneggiati, ma è comunque superiore alla soglia di attività (clearance) necessaria a declassarli fra i rifiuti comuni. I LLW sono di solito prodotti dagli ospedali, dall'industria o anche dal ciclo di processamento del combustibile fissile; in questa categoria sono inclusi tutti quei materiali che contengono una bassa radioattività, dovuta a nuclidi a breve emivita (es. vestiti o carta contaminati, attrezzi, dispositivi medici, carcasse di animali, filtri...). Tutti i rifiuti creati all'interno di un'area ove possono essere presenti radiazioni vengono sempre misurati, anche se non intenzionalmente contaminati, per verificare che non contengano neanche piccole tracce di radioattività prima di decidere come smaltirli (come non radioattivi o LLW).

### Stati Uniti d'America
L'ente regolatore statunitense ha recepito quasi integralmente le raccomandazioni della IAEA del 1981, rispetto alle quali la maggiore differenza riguarda l'assenza della classe degli ILW. Questo implica che alcuni rifiuti classificati come LLW debbano essere schermati durante il trasporto, ma mantenendo uno smaltimento per interramento in depositi superficiali, eventualmente dopo essere stati compattati e/o inceneriti per ridurne il volume. I rifiuti LLW sono divisi ulteriormente in 4 classi.
Vengono inoltre introdotte specifiche classi per i residui di estrazione dell'uranio dalle miniere (che presentano radioattività molto bassa e sono perlopiù pericolosi per il rischio chimico dovuto ai metalli pesanti che contengono) e per i materiali contaminati da elementi transuranici.
Rifiuti Transuranici
Questa categoria di rifiuti (in inglese Transuranic Waste o TRUW) include materiali contaminati da radioisotopi transuranici alfa-emettitori con emivita maggiore di 20 anni ed attività maggiore di 100 nCi/g. Questi rifiuti, che negli USA di solito derivano dalla produzione di armi, sono ulteriormente divisi in "contact-handled" (traducibile come maneggiabili a breve distanza)  o "remote-handled" (cioè da maneggiare a distanza) in base all'attività misurata dal bordo del loro contenitore; il limite (cut-off) fra le due categorie è fissato a 2 mSv/h. I TRUW sono prodotti in un solo impianto negli USA e sono smaltiti presso il Waste Isolation Pilot Plant in Nuovo Messico.

### IAEA
La IAEA ha successivamente rivisto la precedente classificazione, prima nel 1994, infine nel 2009.
Il nuovo schema, articolato su 7 classi, pone molta attenzione al tempo necessario prima che un rifiuto radioattivo possa essere considerato non-radioattivo (Exempt waste o EW), oltre che sul livello di radioattività.

### Italia
La legislazione italiana classifica i rifiuti radioattivi in 3 categorie a seconda della vita media dei radioisotopi in questi contenuti. Per ogni categoria sono previste dalla normativa vigente diverse tipologie di trattamento.
In Italia, come già detto, i rifiuti radioattivi sono divisi in 3 categorie; tuttavia il decreto legislativo 230/95 esclude da questa classificazione quei rifiuti radioattivi contenenti radioisotopi con un tempo di dimezzamento inferiore a settantacinque giorni e con concentrazione inferiore alla soglia di un becquerel/grammo ed entro limiti specifici per ogni radioisotopo riportati in una tabella allegata al decreto. In tali casi infatti (es. rifiuti da radiofarmaci impiegati in medicina nucleare) si provvede di norma a far decadere il materiale radioattivo in un opportuno deposito e successivamente allo smaltimento come rifiuto o rischio biologico o di altro tipo.
Rifiuti radioattivi di prima categoria
Questi rifiuti contengono radioisotopi che necessitano al massimo di alcuni mesi o anni per decadere entro i limiti previsti dal Decreto Ministeriale del 14 Luglio del 1970, articolo 6, commi b e c del punto 2. Tali rifiuti di solito derivano da attività di ricerca scientifica o medica (ad esempio: carbonio-14 o trizio). Anche in questo caso si provvede al decadimento dei rifiuti fino a che le concentrazioni dei radioisotopi siano inferiori a soglie prestabilite (indicate nel decreto citato prima). Successivamente lo smaltimento può avvenire come rifiuto non radioattivo.
Rifiuti radioattivi di seconda categoria
Questa categoria comprende rifiuti contenenti radionuclidi che impiegano da decine a centinaia di anni per decadere entro un'attività pari a poche centinaia di bequerel per grammo, così come radionuclidi a più lunga emivita ma con concentrazione inferiore a tale soglia. A tale categoria sono accorpati anche quei rifiuti radioattivi che, dopo processamento, rientrano negli stessi limiti. In questa categoria sono inclusi rifiuti originanti da attività mediche (es. sorgenti per radioterapia), di ricerca scientifica, industriali, ma anche da centrali elettronucleari di bassa potenza. Sono inclusi in questa categoria anche alcuni componenti provenienti dallo smantellamento di impianti nucleari.
Rifiuti radioattivi di terza categoria
Questa categoria include tutti i rifiuti radioattivi non compresi nelle precedenti e che di solito hanno una vita media nell'ordine di migliaia di anni per raggiungere concentrazioni pari ad alcune centinaia di bequerel per grammo. Rientra in questa categoria la maggior parte del combustibile esausto delle centrali nucleari, oltre a rifiuti di altra origine emittenti particelle alfa o neutroni.

## Combustibile esausto
All'interno di un reattore nucleare a fissione il materiale fissile (uranio, plutonio ecc.) viene bombardato dai neutroni prodotti dalla reazione a catena; tuttavia, non si ha mai una fissione totale di tutto il "combustibile", anzi la quantità di atomi effettivamente coinvolta nella reazione a catena è molto bassa. In questo processo si generano quindi due principali categorie di atomi:
- una quota di atomi "trasmutati" che hanno "catturato" uno o più neutroni senza "spezzarsi" e si sono dunque "appesantiti" (si tratta di elementi facenti parte del gruppo degli attinidi).
- una parte di cosiddetti prodotti di fissione cioè di atomi che sono stati effettivamente "spezzati" dalla fissione e sono pertanto molto più "leggeri" dei nuclei di partenza (cesio, stronzio ecc); in parte sono allo stato gassoso.

Radiotossicità (in sievert per gigawatt termico all'anno) del combustibile esausto scaricato dai reattori per diversi cicli del combustibile, in funzione del tempo. È altresì indicato l'andamento dei prodotti di fissione (approssimativamente simile per tutti i cicli) e la radiotossicità dell'uranio naturale e del torio 232 di partenza.
Entrambe queste categorie, accumulandosi, tendono ad impedire il corretto svolgersi della reazione a catena e pertanto periodicamente il "combustibile" deve essere estratto dai reattori ed eventualmente riprocessato cioè "ripulito". Complessivamente questo "combustibile esausto" (o "spento") costituisce i rifiuti radioattivi del processo.
Si noti che i cicli all'uranio determinano scarichi nettamente più radiotossici e di lunga vita rispetto ai cicli al torio, e che gli attuali reattori (2ª e 3ª gen. ad uranio) determinano i risultati di gran lunga peggiori con ben un milione di anni per ridurre la radiotossicità al valore dell'uranio di partenza.
Per dare un'idea del valore di un sievert, si tenga presente che la dose che in media un uomo assorbe in Italia in un anno per esposizione alla radioattività naturale è in media di 0,0024 Sv, con sensibili variazioni regionali e locali

Come visibile in figura, a seconda del "combustibile" e del ciclo (cioè in pratica della tipologia di reattore/i)
utilizzati, la radiotossicità dei rifiuti può essere nettamente differente; questo si traduce in tempi di isolamento degli stessi che oscillano indicativamente dai 300 anni al milione di anni. Questo è il tempo necessario affinché i rifiuti diminuiscano la loro radiotossicità fino al valore dell'uranio naturale; dopo tale periodo la radiotossicità non è zero, ma comunque, essendo pari a quella dei giacimenti di uranio normalmente presenti nella crosta terrestre, è accettabile in quanto sostanzialmente si ritorna -in termini di radiotossicità- alla situazione di partenza.

## Riprocessamento
Come detto, in realtà, il combustibile estratto ("scaricato") dai reattori contiene ancora una grandissima quantità di elementi fertili (torio, uranio 238...) e fissili (uranio 233, 235, plutonio) potenzialmente utilizzabili. In particolare i rifiuti provenienti dagli attuali reattori (2ª e 3ª generazione funzionanti ad uranio) contengono una grandissima quantità di U238 (94%), una piccola quantità di U235 e di plutonio (2%) un'ancor minore quantità di altri nuclei pesanti (attinoidi) mentre un 3-4% è dato dagli atomi "spezzati" cioè dai prodotti di fissione.
Benché il plutonio sia radiotossico, il suo recupero insieme all'uranio 238 e 235 è talvolta attuato. Il problema è che tali atomi sono frammisti ai prodotti di fissione (anch'essi altamente radiotossici) e vanno dunque separati. Tale processo è detto ritrattamento o riprocessamento e produce da un lato nuovi elementi fertili e fissili, dall'altra rifiuti inutilizzabili ed estremamente pericolosi che devono essere collocati in luoghi sicuri. Per quanto riguarda i costi, dovendo operare sul "combustibile irraggiato" cioè "spento" ovvero altamente radioattivo, il ritrattamento è un'operazione estremamente onerosa e non è detto che sia economicamente conveniente effettuarla.
Va inoltre sottolineato che gli impianti di ritrattamento (così come quelli di arricchimento) sono ovviamente a rischio di incidente nucleare; lo stesso trasporto dei materiali da e per questi impianti è soggetto a rischi, seppur minimi. Alcuni degli incidenti più gravi oggi noti sono infatti avvenuti in queste installazioni. Nel 2008 in Francia sono avvenuti alcuni incidenti riguardanti proprio impianti di ritrattamento (come quello di Tricastin gestito dalla Areva).
Per tali motivi non è detto che il ritrattamento venga attuato (alcuni paesi come gli USA hanno deciso di non ritrattare il combustibile esausto): pertanto con "rifiuti" si può intendere sia il combustibile scaricato dai reattori, sia lo scarto inutilizzabile dei processi di ritrattamento. Nei due casi i volumi da smaltire (così come i rischi e le problematiche citate) sono molto differenti.

## I rifiuti radioattivi nel ciclo del combustibile nucleare

Ciclo del combustibile nucleare all'uranio per 1000 kg di combustibile in reattori a neutroni termici

Nel ciclo del combustibile nucleare, il combustibile esaurito viene trattato direttamente come rifiuto laddove non vengano eseguite pratiche di riprocessamento, altrimenti questi provengono dagli scarti del riprocessamento o dal combustibile MOX esausto, da cui non può essere ricavato plutonio utilizzabile.
A partire dall'uranio purificato, si ottiene il combustibile arricchito (al 3,5% di U235) e una grande quantità di uranio impoverito di scarto. Dopo l'uso in reattori, si ottiene il "combustibile esaurito" (linea nera continua del grafico delle radiotossicità sopra riportato) che è estremamente più pericoloso e radiotossico dell'uranio di partenza. La maggior parte dei paesi dotati di impianti nucleari (per es. gli USA) considerano il combustibile esaurito rifiuto radioattivo da smaltire.
Il combustibile esaurito può essere riprocessato per separarne le componenti, con particolare interesse per il plutonio, considerando come rifiuto solamente i prodotti di fissione (linea rosa del grafico delle radiotossicità); si ricava anche una gran quantità di uranio di ritrattamento che tuttavia non è adatto al riutilizzo in reattori nucleari in quanto contaminato da altri atomi pesanti (attinoidi). Il riprocessamento può essere effettuato a scopo civile o militare, in quest'ultimo caso a scopo di ottenere materiale per la costruzione di armi atomiche.
A partire dagli anni ottanta, specialmente in Francia, è stato messo a punto un combustibile costituito da plutonio ed uranio impoverito, denominato MOX (mixed oxides, ossidi misti, a causa del fatto che è costituito da biossido di plutonio e biossido di uranio impoverito); attualmente viene prodotto in quantitativi solo dalla Francia (l'Inghilterra ha un impianto non operativo a Sellafield) ed usato in una trentina di reattori europei: tuttavia Belgio, Germania e Svizzera ne cesseranno l'uso appena terminate le riserve acquistate negli anni novanta in Francia ed Inghilterra. Il MOX esaurito, rispetto al combustibile esaurito bruciato una sola volta, contiene un tenore ancora più elevato di Pu 240 ed isotopi superiori, rendendo più problematico e quindi più antieconomico un ulteriore ritrattamento.

## Depositi in cavità sotterranee o in miniere e depositi geologici profondi
Attualmente vengono principalmente proposti due modi per depositare i rifiuti radioattivi di seconda e terza categoria (preventivamente solidificati se liquidi o gassosi): per i rifiuti basso livello di radioattività si ricorre al deposito superficiale, ovvero il confinamento in aree terrene protette e contenute all'interno di barriere ingegneristiche; per quelli a più alto livello di radioattività si propone invece il deposito geologico profondo, ovvero allo stoccaggio in bunker sotterranei profondi e schermati in modo da evitare la fuoriuscita di radioattività nell'ambiente esterno. Un esempio di tale infrastruttura è il Deposito geologico di Onkalo.
I siti di destinazione ottimali vengono individuati e progettati in base a rigorosi studi di natura geologica, come il deposito Konrad, in Germania, che ha subito un esame più approfondito che rispetto al vicino deposito di Asse.
Il deposito geologico di Asse in Germania, ricavato in una miniera di potassio aperta dagli inizi del Novecento, venne inizialmente studiato negli anni sessanta. In seguito allo scavo di ulteriori camere per lo stoccaggio di rifiuti a bassa e media attività, venne raggiunta la parte più esterna della miniera. Data la conformazione delle rocce e dell'uso abbastanza intensivo della miniera, oltre che l'uso di materiale di riempimento proveniente dai processi di lavorazione della potassa e per i naturali movimenti delle rocce, negli anni si ha avuto un iniziale e successivo aumento delle infiltrazioni d'acqua, andando ad intaccare la tenuta di alcuni contenitori che contenevano i rifiuti radioattivi, portando a perdite di cesio; questo porta anche a ritenere che non fossero stati condizionati correttamente parte dei rifiuti e che alcuni contenitori non fossero a tenuta. Nonostante si ritenga generalmente che le miniere di sale siano immuni alle infiltrazioni d'acqua e geologicamente stabili, e pertanto adatte ad ospitare per migliaia di anni i rifiuti radioattivi, nel caso di Asse le infiltrazioni ci sono e le perdite di sostanze radioattive sono state rilevate per la prima volta nel 1988.
Gli studi preliminari effettuati negli anni sessanta viceversa consideravano Asse una locazione adatta per lo stoccaggio dei rifiuti a bassa e media radioattività, rispettivamente LAW e MAW. Per eliminare le infiltrazioni, si stanno studiando vari metodi per la stabilizzazione delle rocce che formano il deposito. Seppur al livello di bozza, vi è anche la possibilità che i rifiuti vengano recuperati, nel caso che questo non comporti rischi maggiori per la popolazione e per il personale che dovrà maneggiare i rifiuti.
In genere comunque, prima del riprocessamento o comunque prima del deposito dei rifiuti, questi vengono stoccati per non meno di 5 mesi, ma arrivando anche agli anni di attesa, in apposite piscine d'acqua situate nel complesso della centrale che hanno lo scopo di raffreddare il materiale radioattivo, e schermare la radioattività generata dagli elementi con emivita (o tempo di dimezzamento) più breve, in attesa che questa scenda a livelli accettabili per intraprendere la fasi successive.
A parte tali elementi molto pericolosi ma a vita breve, il problema maggiore legato ai rifiuti radioattivi di seconda e terza categoria (come il combustibile esausto scartato dai reattori nucleari) riguarda infatti l'elevatissimo numero di anni necessari affinché si raggiunga un livello di radioattività non pericoloso. 
Il "tempo di dimezzamento" è il tempo che un determinato elemento impiega a dimezzare la propria radioattività: è quindi necessario un tempo molte volte superiore alla "emivita" affinché l'elemento perda il proprio potenziale di pericolo.
Si consideri che ad esempio il plutonio, con un'emivita di circa 24000 anni, richiede un periodo di isolamento che è nell'ordine di 240 000 anni e che, nel suo complesso, il combustibile scaricato da un reattore di 2º o 3º generazione ad uranio mantiene una pericolosità elevata per un tempo dell'ordine del milione di anni (si veda il grafico soprastante).
Per questo motivo, la cosiddetta semiotica nucleare studia la creazione di messaggi di avvertimento a lungo termine sulle scorie nucleari che possano essere comprensibili alle generazioni future che dovessero imbattersi in depositi dimenticati di rifiuti radioattivi.

### Belgio
Sono stati fatti accertamenti su uno strato di argilla a 200 metri di profondità sotto la cittadina di Mol, nelle Fiandre, per valutare la fattibilità di un deposito geologico.

### Canada
Da anni è attivo nel Whiteshell Provincial Park, nel nord del Paese in Manitoba, un laboratorio sotterraneo per lo studio di una vasta formazione di granito che potrebbe ospitare un deposito geologico.

### Finlandia
Sono stati avviati nel 2004 a Olkiluoto, sulla costa meridionale del Paese, gli scavi per la costruzione del primo deposito geologico al mondo per lo smaltimento definitivo dei rifiuti radioattivi, il deposito geologico di Onkalo. I lavori - gestiti da Posiva Oy - proseguiranno fino al 2020 quando le gallerie scavate nello zoccolo di granito che sorregge la penisola scandinava accoglieranno 5 531 tonnellate di rifiuti.
La Posiva ha in realtà già evidenziato che i rifiuti provenienti dai nuovi reattori EPR pongono seri problemi per lo stoccaggio in questo deposito.

### Francia
È in fase di costruzione un laboratorio sotterraneo a Bure, nell'est del Paese, per studiare la fattibilità di un deposito geologico in una formazione di argilla.

### Germania
Il deposito di Asse (distretto di Wolfenbüttel nel sud-est della Bassa Sassonia) fu ricavato in una miniera di sale (precisamente di potassa) aperta dagli inizi del Novecento. Venne inizialmente studiato negli anni sessanta e raggiunge una profondità di 750 metri. In seguito allo scavo di ulteriori camere per lo stoccaggio di rifiuti a bassa e media attività, venne raggiunta la parte più esterna della miniera. Data la conformazione delle rocce e dell'uso abbastanza intensivo della miniera, oltre che l'uso di materiale di riempimento, negli anni si è avuto un deciso aumento delle infiltrazioni d'acqua, andando ad intaccare la tenuta di alcuni contenitore che contenevano i rifiuti radioattivi, e causando perdite di cesio. Nonostante si ritenga generalmente che le miniere di sale siano immuni alle infiltrazioni d'acqua e geologicamente stabili, e pertanto adatte ad ospitare per migliaia di anni i rifiuti, nel caso di Asse le infiltrazioni ci sono e le perdite di sostanze radioattive sono state rilevate per la prima volta già nel 1988, ovvero dopo una quindicina d'anni. Gli studi preliminari effettuati negli anni sessanta viceversa consideravano Asse una locazione adatta per lo stoccaggio definitivo dei rifiuti LAW e MAW. Per eliminare le infiltrazioni, si stanno studiando vari metodi per la stabilizzazione delle rocce che formano il deposito. Seppur al livello di bozza, vi è anche la possibilità che i rifiuti vengano recuperati, nel caso che questo non comporti rischi maggiori per la popolazione e il personale che dovrà maneggiare i rifiuti. Sono inoltre stati rilevati rischi di crollo dei tunnel, con ovvi enormi rischi di una forte dispersione.

### Stati Uniti d'America
Nel marzo del 2008 è stato definitivamente abbandonato il progettato e mai ultimato deposito geologico reversibile posto a 300 metri di profondità sotto la Yucca Mountain (una montagna di tufo alta 1.500 metri) in Nevada, costruito dopo un percorso di ben oltre 20 anni e costato al governo federale 7,7 miliardi di dollari, che avrebbe dovuto accogliere a partire già dal 1998 77.000 tonnellate di rifiuti. Al momento non è stata ancora trovata una destinazione alternativa, quindi i rifiuti continueranno ad accumularsi nei 121 depositi esistenti (non sotterranei) dislocati in 39 stati. Il deposito di Yucca Mountain era stato progettato per essere a tenuta d'aria e a prova di infiltrazione per 10.000 anni, anche se l'economista Jeremy Rifkin sostiene che in realtà non fosse così. Il deposito aveva ottenuto una licenza dal NRC per 70 anni di esercizio, in previsione di un probabile riutilizzo futuro dei rifiuti stessi, che contengono ancora circa il 95% di energia sotto forma di isotopi di uranio e plutonio.

### Svezia
Sono in corso di sperimentazione nel laboratorio sotterraneo di Oskarshamn a 330 chilometri a sud di Stoccolma (realizzato tra il 1990 e il 1995, consiste in una rete di gallerie che si estende fino a una profondità di 450 metri scavata in una formazione rocciosa con caratteristiche identiche a quelle di Olkiluoto) le barriere tecniche usate per il contenimento dei rifiuti finlandesi. La struttura è un modello a grandezza naturale del deposito geologico in costruzione in Finlandia e di quello che si prevede di costruire nei prossimi anni nei dintorni della stessa Oskarshamn oppure a Östhammar, a nord di Stoccolma (la scelta tra i due siti è prevista per il 2011).

### Svizzera
Sono in via di sperimentazione altre barriere nei laboratori di Grimsel e Mont Terri. Anche la Svizzera dunque si avvia, terza dopo la Finlandia e la Svezia, a costruire un deposito geologico dove seppellire i rifiuti ad alta radioattività. Le differenze geologiche impongono in Svizzera una soluzione diversa da quella scandinava, così i tecnici hanno spostato l'attenzione sull'argilla opalina, uno strato omogeneo di roccia sedimentaria stabile, non soggetto a terremoti e attività tettonica, che si estende sotto la regione del Weinland Zurighese. Nel 2002 è stato presentato alle autorità nazionali il piano di fattibilità per la costruzione del deposito in quell'area, senza indicazioni precise sul sito, piano poi approvato nel corso del 2006 dal Consiglio federale. Il sito specifico sarà scelto in seguito.

## Quantitativi e pericolosità
Secondo l'INSC, la quantità di rifiuti radioattivi prodotti annualmente dall'industria nucleare mondiale ammonta, in termini di volume teorico, a 200.000 m³ di Medium and Intermediate Level Waste (MILW) e 10 000 m³ di High Level Waste (HLW). Questi ultimi, che sono i più radiotossici, prodotti annualmente in tutto il mondo occupano il volume di un campo di pallacanestro (30 m × 30 m × 11 m). Dati i piccoli volumi in gioco, la maggior parte dei 34 Paesi con impianti nucleari di potenza ha per ora adottato la soluzione del deposito dei rifiuti presso gli impianti stessi in attesa di soluzioni più durature. Alcuni Paesi hanno in costruzione depositi geologici sotterranei (Finlandia, Olkiluoto, gestito da Posiva Oy), altri paesi hanno viceversa abbandonato i loro progetti (ad esempio gli USA con Yucca Mountain, Nevada, che avrebbe dovuto essere gestito dal DOE, governativo).
Tali volumi teorici di materiale non possono essere "impacchettati" realmente in spazi del medesimo volume, ma devono essere "diluiti" in spazi più ampi soprattutto a causa del calore di decadimento dei rifiuti, della matrice in cui queste vengono incorporate per stabilizzarle, nonché delle barriere tecnologiche necessarie a contenerle (i contenitori, detti cask). Per tali ragioni i volumi reali sono maggiori di quelli teorici del materiale radioattivo in senso stretto. Nel caso del combustibile ritrattato, le 30 tonnellate annue scaricate dal reattore, producono 60 m³ di concentrato liquido ad alta attività, pari a circa 130 milioni di Curie. Con i processi sviluppati per solidificare la soluzione, il volume dei rifiuti ad alta attività si riduce a 4 m³, corrispondenti a circa 8 tonnellate, che equivalgono a 28 m³, una volta posizionati nel canister.